# Russki Razmer
Russki Razmer (în rusă Русский размер) este numele unei orchestre de muzică rock formată în 1991 în Sankt Petersburg, Rusia. În prezent orchestra este compusă din Dmitri Kopotilov, Igor Luțenko și Eleonora Filimonova. Foști membri ai orchestrei sunt Viktor Bondariuk, Iulia Koșeleva, Anjelika Kuznetsova. Dmitri Hil și Aleksandr Turin